# 守口大根

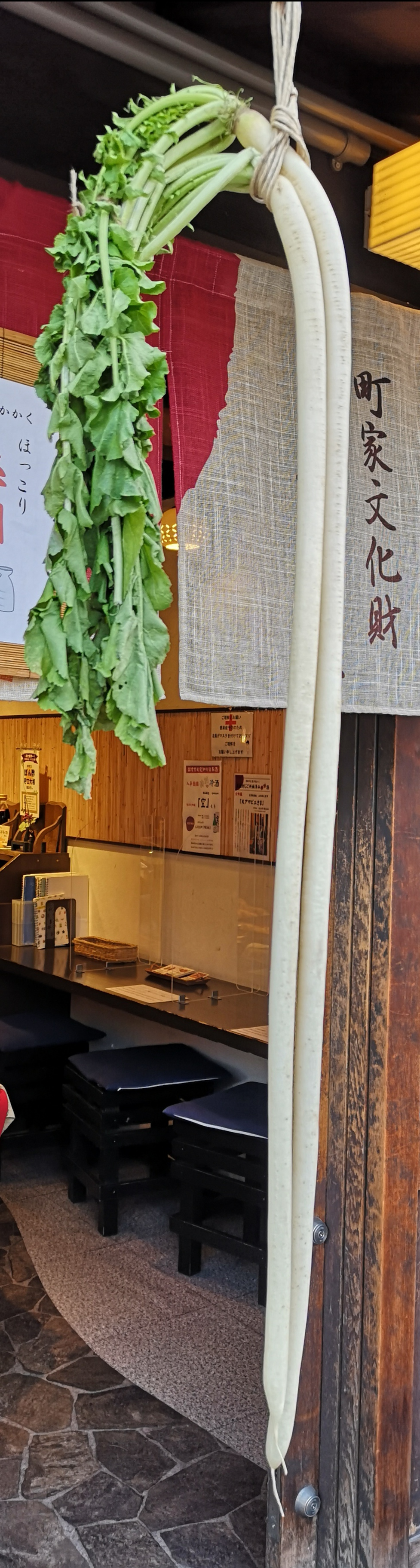
守口大根

守口大根（もりぐちだいこん）は、ダイコンの品種のひとつである。
2001年に飛騨・美濃伝統野菜、2002年にあいちの伝統野菜、2007年（平成19年）にはなにわの伝統野菜に認定された。

## 概要
古くは大阪府の守口市で栽培されていたのが起源といわれているが、現在の産地は愛知県丹羽郡扶桑町と岐阜県各務原市の木曽川流域のみで、生産農家が共同出荷をし、全国の漬物業者と契約栽培を行っている。扶桑町では全国生産の約7割を占め、生産量国内1位である。
守口大根は淡緑色の葉で、根の直径は3～4cm、重さは230g前後で、平均120から130cmの長さになり、長いものは180cmにまで及ぶものもある。
一般の大根に比べて身が締まって固いため、漬物に適している。味は辛いとされる。守口大根は栽培効率が悪く、栽培できる土壌が限られる。収穫にはごぼう収穫にも用いられるルートディガーと呼ばれる機械を使用し、土を振動させて上方に引っ張る。

## 大阪の守口大根
16世紀頃には、摂津国の大阪天満宮付近、長柄、橋寺、守口などで長大根が栽培されていた。この大根は宮前大根と呼ばれていたが、河内国守口（現在の大阪府守口市）の特産であった糟漬の原料であったことから、守口大根と呼ばれるようになった。その後も大阪や守口など淀川沿岸で生産されていたが、第二次世界大戦後は都市化の進行にともなって農地が減少し、大阪府内での生産は途絶えた。名称の由来となった守口市では、2000年代になって大阪府での栽培復活に向けた取り組みが行われている。

## 愛知・岐阜の守口大根

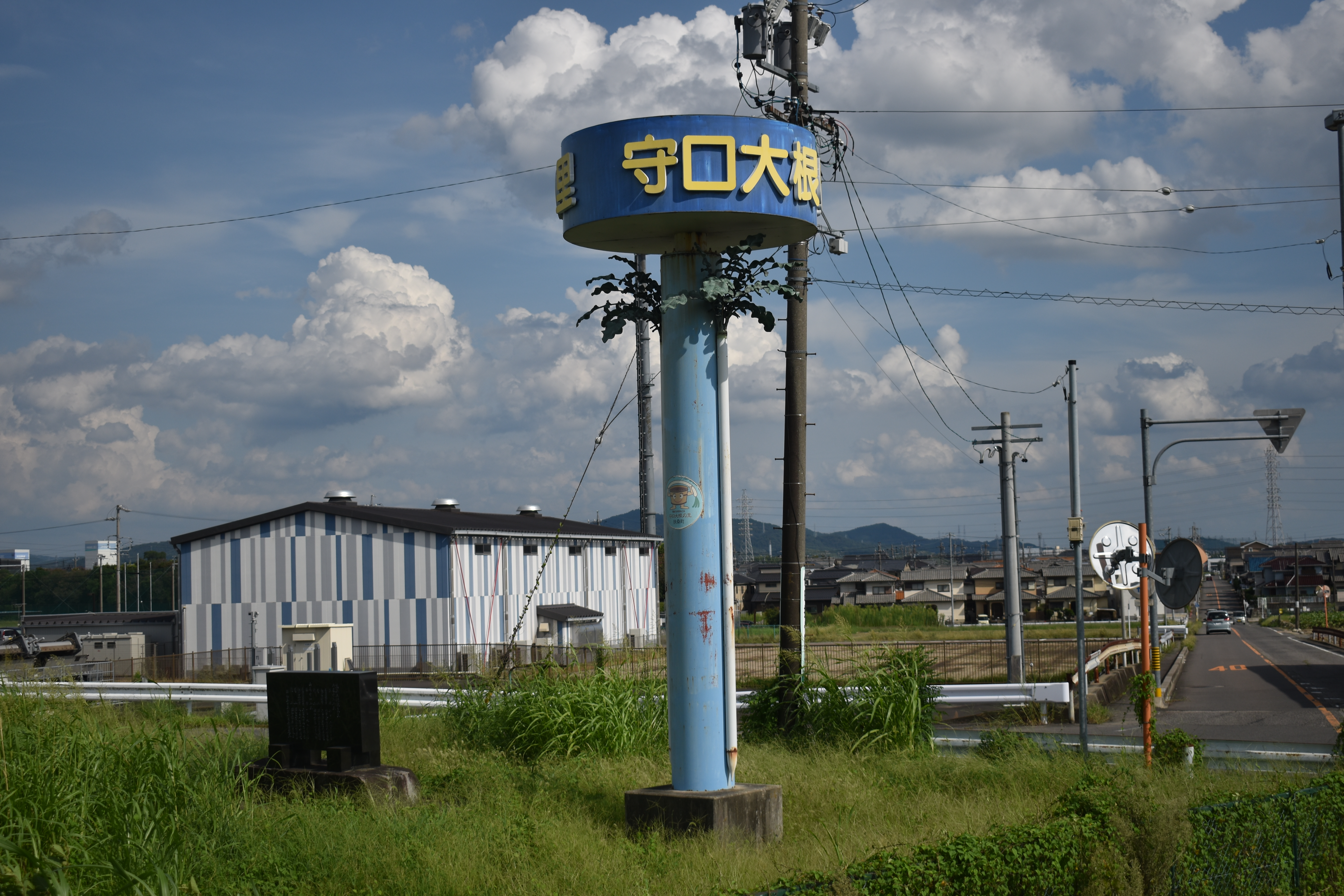
扶桑町山那のシンボルタワー

木曽三川の肥沃な沖積土の堆積によってできた濃尾平野は、江戸時代からすでに根菜類の産地として知られ、愛知県は今でも大根やごぼうの大産地である。江戸時代には中国大陸から長大根が伝わり、大名に献上されていた。17世紀には岐阜でホソリ大根や美濃干大根と呼ばれる長大根が生産されており、主に切り干し大根に使用されていた。この長大根はやがて守口漬に使用されるようになり、守口大根という名称に変わっていった。戦後には愛知県にも導入された。
1950年（昭和25年）の岐阜県岐阜市内では、則武、島一帯で作付けが行われており約10万貫が生産。地元消費のほか大阪、名古屋へ出荷されていた。

### 生産量日本一へ
現在、扶桑町の生産量は全国生産の約65～70%を占め日本一の産地を形成している。市場に流通する守口大根は扶桑町と岐阜県岐阜市の2地域のみで生産されている。生産者は少なく、扶桑町に5軒、岐阜県に4軒しかない。また、岐阜市の農家は各務原市の川島地区、笠松町にも出作している。これらの地域は水はけが良いことや、木曽川や長良川に面した地域の地質が砂状で柔らかく、粒子の細かい適度に砂の混ざった土壌であることから、地下へ細く長く伸びる当品種の生産に適しているとされる。生産者と漬物業者との契約によって栽培量が決められているため、一般の商店に生の守口大根が並ぶことはない。
扶桑町山那屋敷地の町東側境界沿いには高さ7メートル、最大幅2.5メートルのシンボルタワーがある。2002年、扶桑町守口大根漬物組合が設立50周年を迎える記念に建てたもので、来町者の目に留まるよう、上部に「守口大根の里」と表示し、ポールの両脇に立体の守口大根をかたどっている。11月下旬に行った大根長さコンクールで最も長かった173cmをギネスブックに申請することも表記されている。

### コロナ禍と生産減少
コロナ禍で守口漬が土産物店などで売れなくなったため、生産量が半分以下になった。一般的な大根はおでんや味噌汁、刺身のつまなど幅広く調理されるが、守口大根は全て漬物の守口漬になる。そのため農家が作る量は漬物メーカーからの注文量によって決まっている。2019年度の生産量は22万トンだったが、コロナ禍が空港や観光地の土産物店を直撃し、メーカーからの注文が激減。2020年度の生産量は前年比6割減の9万トンまで落ち込み、2021年度は僅かに持ち直したが、コロナ前の半分以下となる10万トンに留まった。2022年度の出荷量は前年比1.7倍の約15万キロの予定で、コロナ前の生産量にほぼ戻った。

## 栽培条件
守口大根は細長い大根なので、栽培地は様々の制約がある。それらを要約すると、
- 柔らかく均質な土壌が1.2m以上堆積している。
- 土壌通気性がよく、礫や硬質層を挟まず、肥沃である。
- 地下水位が低く排水がよいこと。

このような条件を満たした栽培地としては、木曽川流域の扶桑町（山那・南山名・小淵）、江南市宮田、犬山市栗栖、岐阜市島地区（則武・旦ノ島・萱場・中島）とその下流の本巣郡穂積町などの扇状地や中州などの砂壌土地帯である。
現在栽培している農家は愛知県では、扶桑町の山那、南山名、小淵（扶桑町守口大根漬物組合の組合員のほ場）。岐阜県の農家は岐阜市則武・旦ノ島・萱場・中島が宅地化した影響で、羽島郡川島町と江南市宮田地区の畑を借りて栽培している。
守口大根の栽培地は、土壌学的には砂壌土に属し、南山名地区の県の土壌分析では、細砂、粗砂が80&以上もあり、シルトや粘土が大変少なく、細長く伸びる守口大根には最適であることが分かった。また、普通の土壌とは違い、土壌中の水分が少なく土壌の固結度も低いので比較的楽に収穫できる。山那・南山名の砂壌土の層厚は、場所によって多少違うが地表面から1.4m以上あり、所によっては2mを超える。しかし、透水性が大きいのでともすると干害になりやすく、特に発芽期の雨量が大きく影響する。生育期はかえって水分を求めて根毛が土壌深く伸長するのでそれほど影響はない。

## 利用

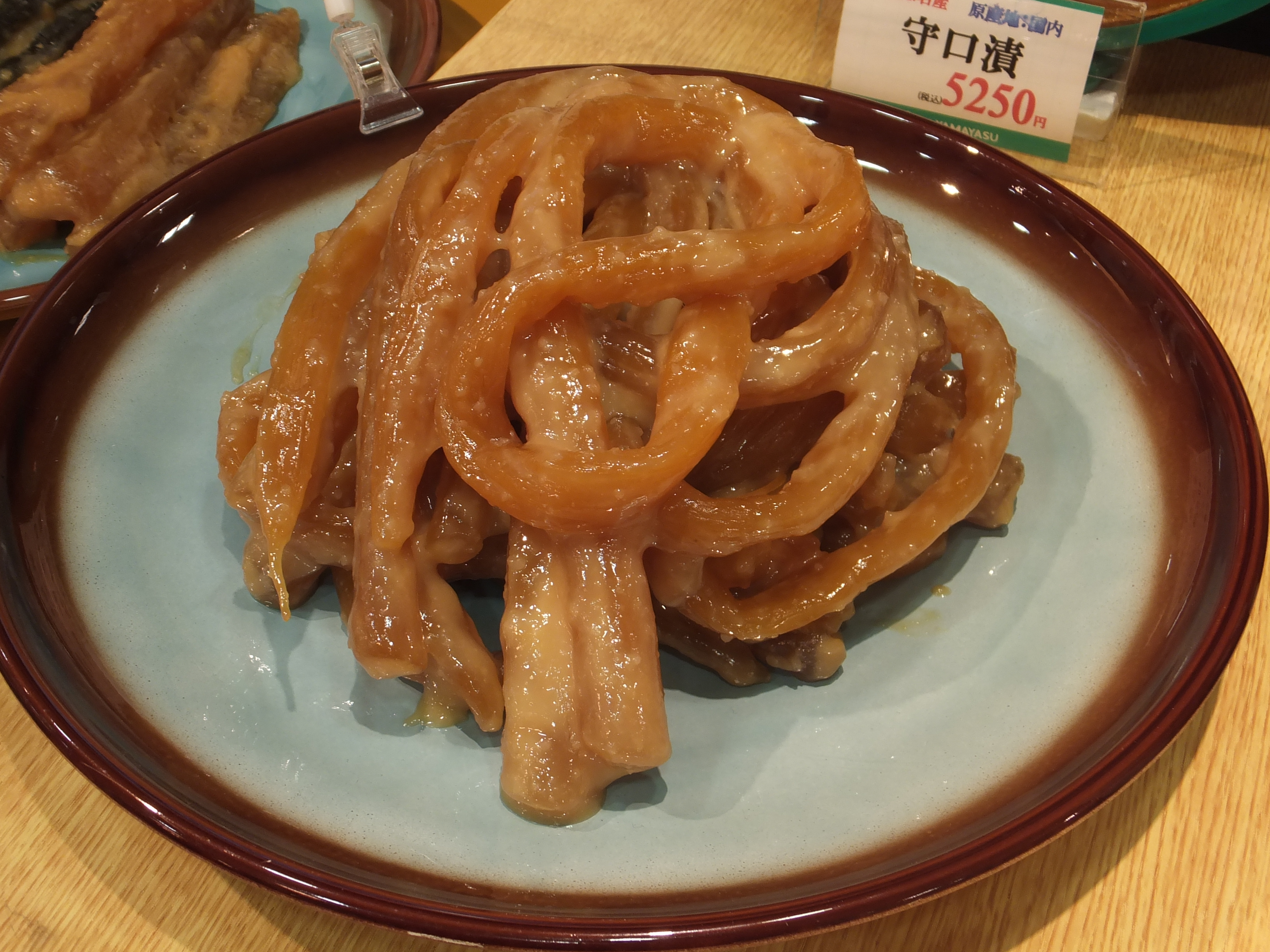
守口漬

主な利用方法として、名古屋名物として知られる守口漬が挙げられる。これは守口大根を酒粕で漬け込んだ漬物（奈良漬に近いもの）である。現在、扶桑町で生産される守口大根は全て守口漬に加工されている。

## 記録
2013年11月23日、扶桑町の農家が育てた191.7cmの守口大根が「世界最長の大根」として大根の長さで初めてギネス世界記録に認定された。